# Premio Obras Cemex
El Premio Obras Cemex es un certamen organizado por Cementos Mexicanos (Cemex) que reconoce a lo mejor en arquitectura y construcción de México y en aquellos países donde Cemex tiene operaciones, ya que además de la Edición Nacional, se realiza una Edición Internacional, en la cual las obras que resulten ganadoras en la República compiten contra las obras que resulten ganadoras en los demás países participantes.

## Objetivo del premio
Su principal objetivo es reconocer las pequeñas, medianas y grandes obras que destaquen por sus soluciones técnicas y estéticas, y de esta manera fomentar el desarrollo de la cultura de innovación continua en la construcción, apoyando el talento de quienes crean las mejores obras.
Su intención es reconocer el talento y visión de los profesionales que conciben edificaciones sostenibles para el beneficio de generaciones presentes y futuras.

## Jurado
Las obras participantes son evaluadas por un jurado integrado por reconocidos miembros del gremio de la construcción de distintos países. Su labor es totalmente voluntaria, no remunerada e imparcial, sin ninguna directriz de Cemex más allá que la de calificar cada obra. Este mismo está compuesto por nueve miembros en el Jurado Honorario y se invita cada año a un grupo de Jurado Invitado.[cita requerida]

## Premios
Las obras ganadoras se hacen acreedoras a una estatuilla, además aparecen de manera sobresaliente en el libro Premio Obras Cemex, los resultados se publican en distintos medios de comunicación a nivel nacional e internacional. 
En la edición XXIII, el Premio Obras CEMEX consistió en una obra de arte única, hecha de mármol negro y concreto, creada por el escultor mexicano Miguel Ángel González.

## Historia
El galardón tiene origen en el año 1991, sin embargo, únicamente podían registrarse obras que se encontraran en el estado de Nuevo León; para el año 1995 se registraron más obras en el borte de la República Mexicana y en el año 2000 se añadieron más ciudades, entre ellas Ciudad de México, Guadalahara, León y Puebla.
Se convirtió en un premio internacional con la participación de países como Estados Unidos, España, Colombia y Venezuela, es así que el premio crece y rompe récords en 2005 con la participación de 15 países, entre los que se incluyó a República Checa, Francia, Inglatera, Alemania y Polonia.
- En el año 2001 se amplió a nivel nacional y en esa edición dio inicio Premio a la Vida y Obra, para reconocer y distinguir de manera especial a personas que a lo largo de sus vidas han destacado por la trascendencia de sus aportes a la ingeniería, a la arquitectura o a la construcción en México.
- En el 2006 la convocatoria se amplió a 24 países: Alemania, Austria, Colombia, Costa Rica, Inglaterra, Irlanda, Letonia, Malasia, México, Nicaragua, Panamá, Polonia, Puerto Rico, República Checa, República Dominicana, Venezuela y Tailandia.
- En el 2008 se tuvo la participación de 423 obras a nivel nacional, record histórico.
- En el 2010 participan 552 obras en la edición nacional y 154 obras en la edición internacional, con la participación de más de 10 países.
- En el 2011 participaron 591 obras mexicanas y 43 obras internacionales fueron finalistas de 18 países, de los cuales por primera vez participaron Bangladés y China.

En el año 2024 se recibieron 313 obras en la edición nacional: 76 en Vivienda Unifamiliar, 76 en Edificación de Uso Colectivo, 75 en Infraestructura, 57 en Vivienda Colectiva, 20 en Espacio Público y 9 en Creatividad en Concreto. Mientras que para la edición internacional participaron obras de 17 países (Alemania, Colombia, España, Francia, Egipto, Guatemala, Montenegro, Estados Unidos, Panamá, Polonia, República Checa, Jamaica, Reino Unido, Países Bajos, Bosnia y Herzegovina, Filipinas y Emiratos Árabes Unidos), con 313 obras entre todas las categorías: 76 en Vivienda Unifamiliar; 76 en Edificación de Uso Colectivo; 75 en Infraestructura; 57 en Vivienda Colectiva; 20 en Espacio Público y 9 en Creatividad en Concreto.

## Categorías
Para el año 2018, la convocatoria anual incluía cinco categorías principales: vivienda residencial, vivienda económica, edificación, espacio colectivo e infraestructura; además de cuatro premios especiales que consisten en: accesibilidad universal, edificación sostenible, innovación en la construcción y valor social.
Son nueve las categorías en las cuales una obra puede resultar ganadora en la edición nacional, dependiendo del tipo de uso de cada obra:
- Residencia Unifamiliar
- Vivienda de Interés Social
- Conjunto Habitacional Niveles Medio y Alto
- Edificación Educativa y Cultural
- Comercial y Usos Mixtos
- Servicios y Asistencia Pública
- Desarrollo de Obra Industrial
- Infraestructura
- Urbanismo
- Creatividad en concreto (añadida en 2024)[5]

### Premios Especiales
Cada obra, además de ser inscrita en una categoría, según sus atributos y características puede postularse en uno o más Premios Especiales.
Los Premios Especiales en los que una obra puede participar son los siguientes:
- Congruencia en accesibilidad
- Edificación sustentable
- Impacto social
- Innovación en procesos y técnicas constructivas
- Futuro sostenible (añadido en 2024)[5]

## Edición internacional
El Premio Obras Cemex comenzó en México; sin embargo, desde el 2004 también se realiza en distintos países de América Latina y de Europa, abriendo la convocatoria a participar en tres categorías.
Las tres obras que resulten ganadoras en cada país, correspondientes a cada categoría, se enviarán a participar a México en la edición internacional. Las ganadoras de México competirán entre sí por el pase a la edición internacional.
Solamente una obra ganadora por cada agrupación de categorías en México se seleccionará para participar en la correspondiente categoría internacional.

### Categorías internacionales
- Habitacional
- Institucional - Industrial
- Infraestructura - Urbanismo

También se otorgan Premios Especiales en Congruencia en Accesibilidad y Edificación Sustentable.

## Premio a la Vida y Obra

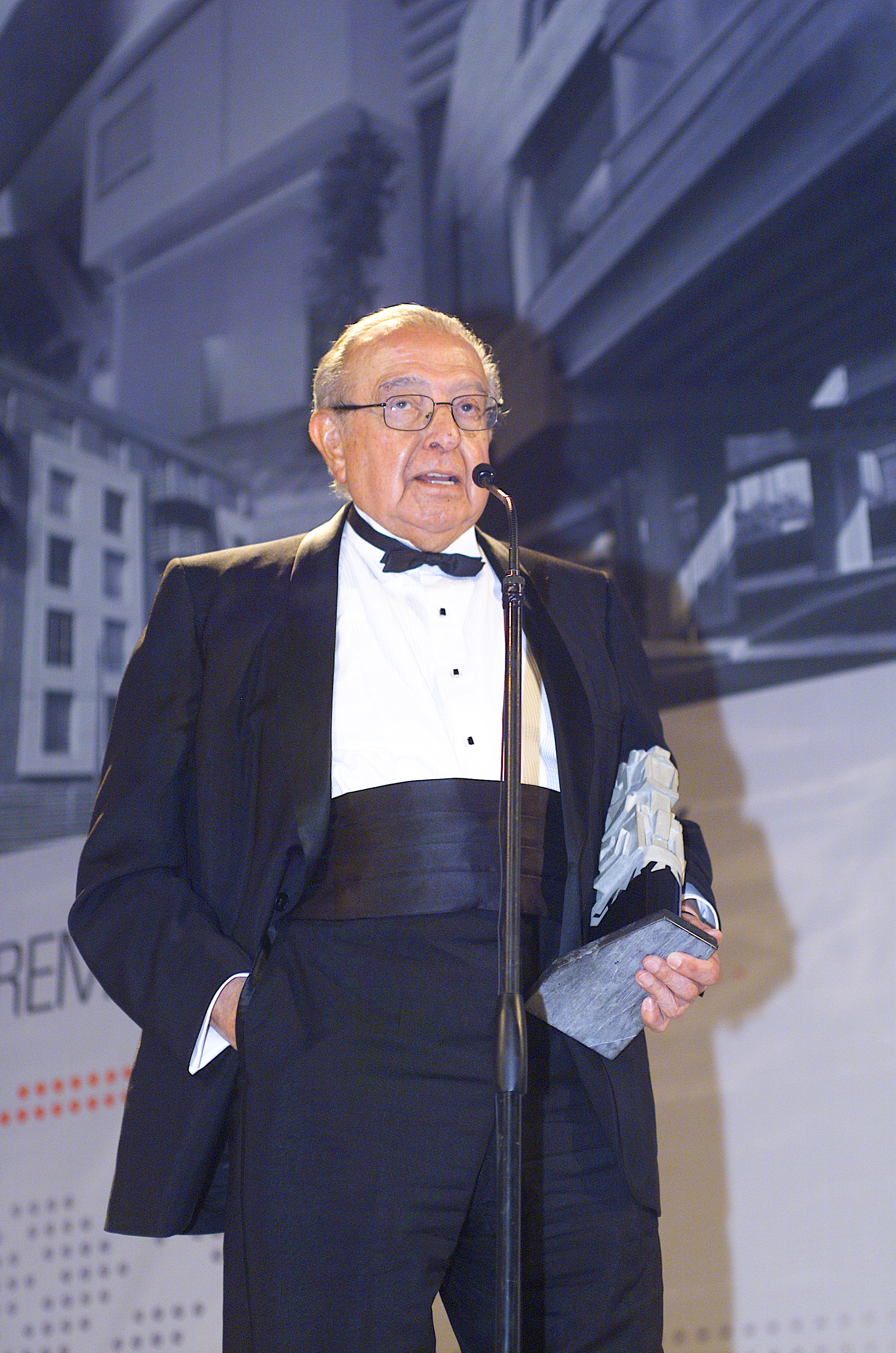
Arq. Pedro Ramírez Vázquez, Premio a la Vida y Obra 2003

A partir del 2001, el Premio Obras Cemex decide instaurar un espacio para reconocer y distinguir de manera especial a personas que a lo largo de sus vidas han destacado por la trascendencia de sus aportes a la ingeniería, a la arquitectura o a la construcción. Así, da inicio el Premio a la Vida y Obra.
Al celebrarse el XX aniversario del Premio Obras Cemex en el año 2011, el galardón se otorgó a dos personalidades, mientras que en el año 2014, el premio cambia su nombre a Premio a la Vida y Obra "Lorenzo H. Zambrano".
Para 2017, este premio recibe el nombre de Premio Lorenzo H. Zambrano, se reafirma que este galardón se otroga como reconocimiento a la trayectoria de un arquitecto o ingeniero cuya labor haya sido significativa, tanto nacional como internacionalmente.
| Año  | Ganadores                                           | Ref.          |
| ---- | --------------------------------------------------- | ------------- |
| 2001 | Arq. Ricardo Legorreta Vilchis                      |               |
| 2002 | Ing. Óscar de Buen López de Heredia                 |               |
| 2003 | Arq. Pedro Ramírez Vázquez                          |               |
| 2004 | Ing. José Maiz Mier                                 |               |
| 2005 | Arq. Teodoro González de León                       |               |
| 2006 | Arq. César Pelli                                    |               |
| 2007 | Ing. Bernardo Quintana Isaac                        |               |
| 2008 | Arq. Juan Francisco Serrano                         |               |
| 2009 | Ing. Luis Guillermo Aycardi                         |               |
| 2010 | Arq. Agustín Hernández Navarro                      |               |
| 2011 | Arq. Carlos Mijares Bracho e Ing. José María Riobóo |               |
| 2012 | Ing. José María Garza Ponce                         |               |
| 2013 | Arq. Carlos Ferrater                                |               |
| 2014 | Ing. David Serur                                    | [ 7 ]         |
| 2015 | Arq. Rafael Moneo                                   | [ 8 ] [ 9 ]   |
| 2016 | Ing. Peter Head                                     | [ 10 ] [ 11 ] |
| 2017 | Arq. Mario Schjetnan                                | [ 12 ] [ 13 ] |
| 2018 | Ing. Javier Manterola                               |               |
| 2019 | Arq. Benjamín Romano                                | [ 2 ]         |
| 2021 | Roberto Meli Piralla                                |               |
| 2022 | Arq. Sara Topelson                                  |               |
| 2023 | Arq. Enrique Norten                                 | [ 14 ]        |
| 2024 | Dr. Roberto Stark                                   |               |

## Beca Arq. Marcelo Zambrano
En honor a la ejemplar trayectoria de dedicación profesional y liderazgo del arquitecto Marcelo Zambrano, se honra su memoria a través de la educación de los más talentosos jóvenes arquitectos mexicanos, en quienes México podrá encontrar los nuevos líderes en su camino hacia un crecimiento pleno y responsable.
De esta forma, el Premio Obras Cemex reconoce ya no solamente la trayectoria de grandes personalidades, cuyo trabajo ha trascendido a su tiempo, con el Premio Vida y Obra; ahora, la Beca Arq. Marcelo Zambrano premia cada año el esfuerzo personal y la ambición por trascender de jóvenes mexicanos que inician su camino en la construcción de una sociedad que será mejor gracias al conocimiento. 

Respecto al premio, este: 
...fomenta el desarrollo de jóvenes arquitectos e ingenieros recién graduados, cuyo trabajo académico demuestre un gran potencial para contribuir de manera innovadora al progreso de la cultura en la construcción y el diseño en México. 
Sobre la beca, Frida Escobedo, ganadora en el año 2010, comenta: 
La Beca Arquitecto Marcelo Zambrano es una de las más interesantes del país, pues al no tratarse de una beca préstamo genera un entorno completamente diferente porque te permite regresar con completa libertad de seguir experimentando y de desarrollarte en el terreno que desees.
Los ganadores de la Beca Arq. Marcelo Zambrano han sido:
| Año  | Ganadores                          | Referencia           |
| ---- | ---------------------------------- | -------------------- |
| 2007 | Arq. Diego Ricalde                 | [ 16 ]               |
| 2008 | Arq. Juan Carral O'Gorman          | [ 16 ]               |
| 2009 | Arq. Jimena Hogebre Rodríguez      | [ 16 ]               |
| 2010 | Arq. Frida Escobedo López          | [ 15 ] [ 16 ]        |
| 2011 | Arq. José Manuel Esparza Chong Cuy | [ 16 ]               |
| 2012 | Arq. Adriana Chávez Sánchez        | [ 16 ]               |
| 2013 | Arq. José Alexandro Medina Lara    | [ 16 ]               |
| 2014 | Arq. Javier García Diego Ruiz      | [ 16 ]               |
| 2015 | Arq. Andrea Soto Morfín            | [ 16 ] [ 9 ]         |
| 2016 | Arq. Aránzazu de Ariño Bello       | [ 10 ] [ 11 ]        |
| 2017 | Arq. Karla Paola López Carrillo    | [ 13 ]               |
| 2018 | Arq. Nuria Benítez Gómez           | [ 17 ] [ 18 ]        |
| 2019 | Arq. Juan Benavides Lavalle        | [ 15 ] [ 19 ] [ 20 ] |
| 2020 | Arq. Gonzalo Mendoza Morfín        | [ 21 ]               |
| 2021 | Arq. Paola Tovar                   | [ 22 ]               |
| 2022 | Arq. Luis Young                    |                      |
| 2023 | Arq. Jorge Gonzáles Yañez          |                      |
| 2024 | Arq. Emilia Avendaño Granados      | [ 23 ] [ 24 ]        |

## LibroPremio Obras Cemex

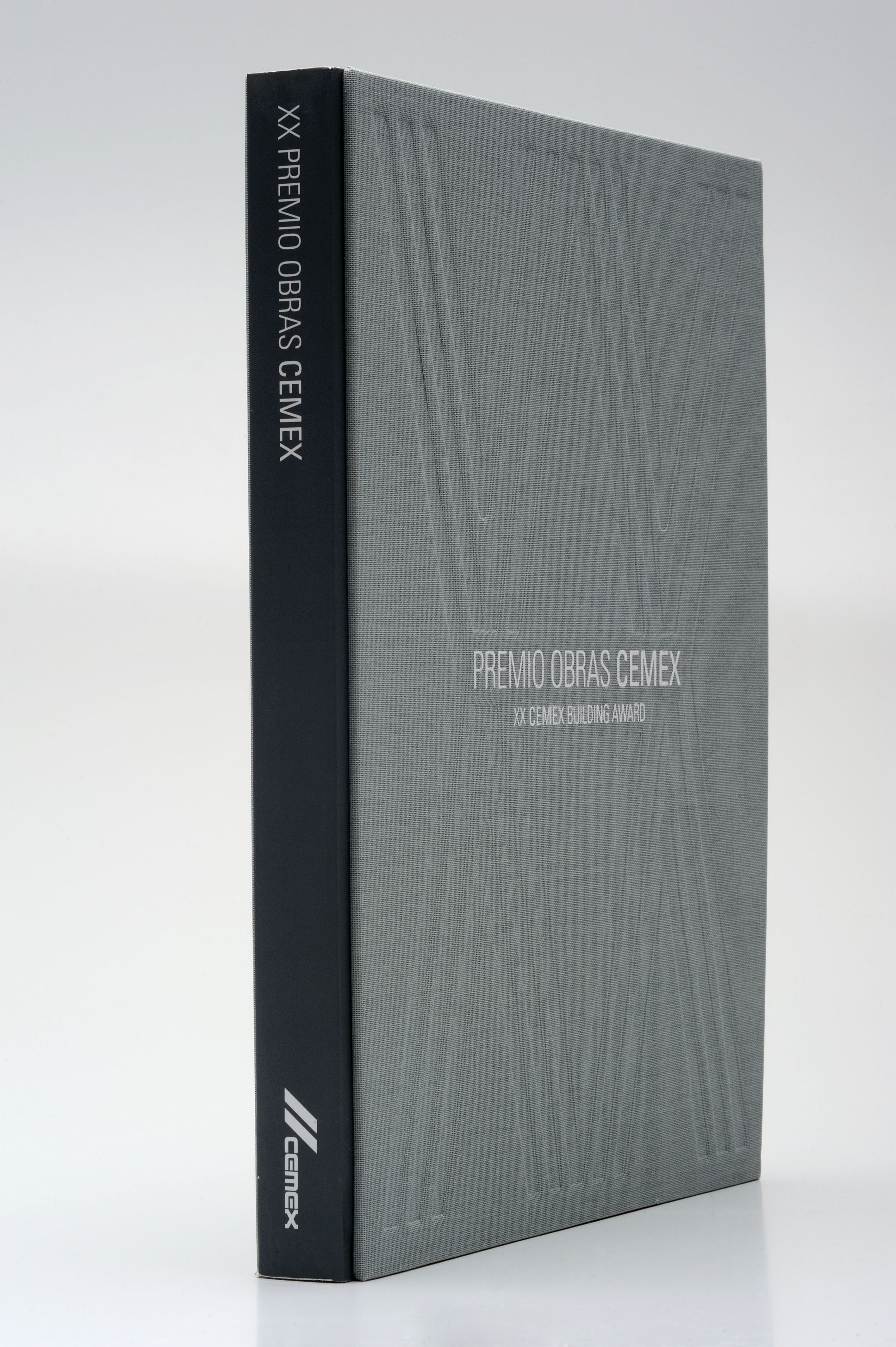
Libro XX Premio Obras Cemex

Esta publicación se realiza cada año y reúne lo mejor de la construcción. Tiene por objetivo dar testimonio gráfico de las obras más destacadas y del talento de quienes buscan trascender a través de sus obras.
Cada libro contiene información relativa a las obras finalistas de la edición respectiva en sus etapas nacional e internacional. Planos, fotografías y datos de gran interés quedan plasmados a lo largo de sus páginas. Se incluye la semblanza del Premio a la Vida y Obra de ese, así como también información acerca de la Beca Arq. Marcelo Zambrano.
La calidad de las obras que se presentan en este libro, así como el conjunto de reconocimientos y premios especiales que se otorgan, reflejan la visión de responsabilidad integral que conforma uno de los pilares de Cemex como empresa líder global de la industria.
El libro más reciente es XX Premio Obras Cemex, que reúne las 32 obras ganadoras de México y las 43 obras finalistas internacionales, y también hace un recuento de los principales eventos de los 20 años que cumple el certamen.